# Moratoire
Un moratoire (du latin moratorius, de morari : retarder) est une décision juridique visant à suspendre des actions ou des activités, notamment des actions en justice ou le recouvrement de créances. Il est généralement justifié par des raisons impérieuses d'intérêt public.
Le terme, relevant à l’origine du vocabulaire juridique, est désormais utilisé dans le langage politique et diplomatique. Il peut ainsi désigner aussi bien une décision fixant un délai clair pour des raisons précises et objectives qu’une façon d'éviter de faire un choix en le repoussant, éventuellement indéfiniment.

## Droit français

### Définition et exemples
Un moratoire est la suspension volontaire[pas clair], de manière limitée dans le temps ou non, d'une loi. Il rend la loi inapplicable le temps du moratoire. Établir un moratoire permet d'évaluer les conséquences d'une loi.
On parle notamment de :
- Moratoires sur la peine de mort ;
- Moratoire sur l'utilisation des OGM ;
- Moratoire sur les ordinateurs de vote ;
- Moratoire sur la hausse des taxes du carburant.

### Intérêts moratoires
Les « intérêts moratoires » sont une somme d'argent destinée à réparer le préjudice subi par le créancier et causé par le retard dans l'exécution par le débiteur de son obligation de se libérer de sa dette.
Article 1231-6 du code civil : « Les dommages et intérêts dus à raison du retard dans le paiement d'une obligation de somme d'argent consistent dans l'intérêt au taux légal, à compter de la mise en demeure ».
Ils se distinguent des « intérêts compensatoires » destinés à réparer le préjudice subi du fait de l'inexécution par un contractant de son obligation de payer sa dette

## Droit international
En droit international, un moratoire est un accord qui permet de suspendre des activités dans un domaine donné ou des revendications, par exemple territoriales :
- Moratoire sur les essais nucléaires (1992) ;
- Moratoire sur les revendications territoriales dans le cadre du Traité sur l'Antarctique (1959) ;
- Moratoires sur la chasse à la baleine : 1966 pour la baleine à bosse et 1986 entrée en vigueur d'un moratoire général ;
- Moratoire sur le commerce de l'ivoire 1990.